# The Lone Star (giornale)
The Lone Star era un giornale bisettimanale pubblicato nella città di El Paso, in Texas, dal 1881 al 1886. Fu fondato e diretto da Simeon Newman, un nativo del Kentucky. Noto per la sua posizione militante e riformista, The Lone Star fu un giornale importante nello sviluppo della città.
Nel 1881, Newman trasferì la sua attività giornalistica dal New Mexico alla città di El Paso, rinominando il suo giornale The Lone Star . El Paso aveva già due giornali a quel tempo: The El Paso Times e El Paso Herald . The Lone Star fu pubblicato per la prima volta in un edificio al 10 di W. Overland Street a El Paso.
The Lone Star cessò le pubblicazioni il 6 gennaio 1886.

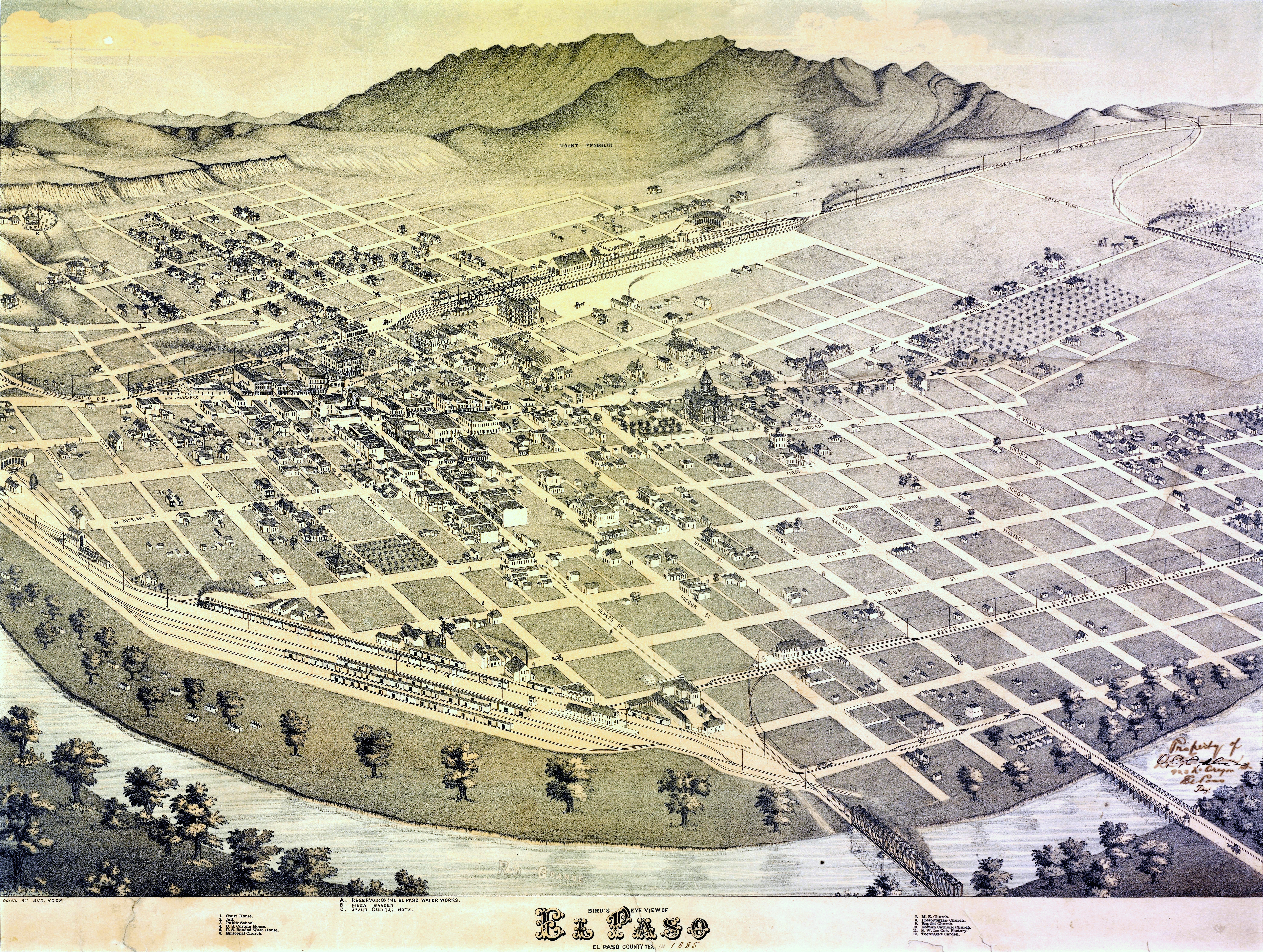
Veduta di El Paso nel 1886.